# Robert Charvin
Pour les articles homonymes, voir Charvin.
Robert Charvin, né le 13 décembre 1938 à Nice, est un universitaire et par ailleurs militant politique et associatif et juriste français.
Professeur agrégé à l'université de Nice, Doyen honoraire de la faculté de droit de Nice,  juge assesseur au tribunal pour enfants de Nice,  avocat,  écrivain il a également été conseiller général des Alpes-Maritimes et conseiller municipal de Villefranche sur mer.
Responsable des  ONG:  association internationale des juristes démocrates et Nord Sud xxI ( Ecosoc).

## Biographie
Robert Charvin suit ses études secondaires au lycée Masséna de Nice, puis obtient une licence en droit, des diplômes d'études supérieures de droit public et de science politique à la faculté de droit d'Aix-en-Provence et de Nice. Il soutient sa thèse de doctorat en droit en 1967 sur le thème : « Justice et Politique (évolution de leurs rapports) ». Il passe ensuite l'agrégation de droit public en 1970.
Ancien avocat au barreau de Nice, il enseigne à l'université de Saint-Étienne, puis à l'université de Nice et dans diverses  universités étrangères. Il a été doyen puis doyen honoraire de la Faculté de droit et des sciences économiques de Nice-Sophia-Antipolis, enfin professeur émérite.
Très investi dans le mouvement altermondialiste, Robert Charvin a animé divers mouvements de solidarité internationale, tant à Nice qu'au niveau national et international. Il a également été conseiller général communiste du canton de Breil-sur-Roya.
Il a été membre du secrétariat de l'Association Internationale des juristes démocrates, vice-président de l'Association d'amitié franco-coréenne  (association œuvrant au renforcement des relations entre la France et la Corée du Nord) et de diverses autres  associations,et membre du conseil exécutif de Nord-Sud XXI, ONG à statut consultatif auprès de l'ONU.
Il est l'auteur d'ouvrages universitaires et littéraires et de nombreux articles.

## Ouvrages
- Justice et politique, évolution de leurs rapports, LGDJ, 1968.
- La République démocratique allemande (R.D.A.), LGDJ, 1973.
- La justice en France:mutations de l'appareil judiciaire et lutte de classes, avec Gérard Quiot, Éditions sociales, 1976.
- Les relations internationales des États socialistes, avec Albert Marouani, PUF, 1981.
- Relations internationales, avec Pierre-François Gonidec, Montchrestien, 1981.
- La République populaire démocratique de Corée (avec Monique Fragnol-Simon), LGDJ, 1984.
- Les États socialistes européens, Dalloz, 1985.
- Socialisme(s) (avec François Cohen), Éditions sociales, 1986.
- Le syndrome Kadhafi (avec Jacques Vignet-Zunz), Éditions Albatros, 1986.
- Droits de l'homme et libertés de la personne, avec Jean-Jacques Sueur, Litec, cinq éditions (1994, 1997, 2000, 2002 et 2007).
- Une éducation politique provinciale, Éditions du Losange, 2002.
- L'Algérie en mutation. Les instruments juridiques de passage à l'économie de marché, avec Ammar Guesmi, L'Harmattan, 2001.
- La situation est grave mais pas désespérée, Éditions du Losange, 2004.
- Colonnes en liberté. ED le Patriote 2004.
- Jeux de maux - Monologue à deux voix, avec Alain Chirez, France Europe Éditions, 2006.
- Comment peut-on être Coréen (du Nord) ?, Éditions du Losange, 2006. réédition Delga 2017.
- Vers la post-démocratie ?, Édition Le Temps des cerises, 2006.
- Droit de la protection sociale, L'Harmattan, 2007.
- La Corée vers la réunification, avec Guillaume Dujardin, L'Harmattan, 2010.
- Côte d'Ivoire 2011, la bataille de la seconde indépendance, L'Harmattan, 2011.
- Les tiers mondes. Du Sud aux suds, Publisud, 2012.
- Jacques Vergès, un aristocrate du refus, L'Harmattan, 2013.
- Le droit international et les puissances occidentales, Éditions du CETIM, PubliCETIM, 77 pages, 2013
- La Roudoule avec André Charvin ED Sevac 2011 (ISBN 9782880531003)
- Une VIe République contre la régression générale, Les Amis de la Liberté 2014
- Faut-il détester la Russie ? Vers une nouvelle guerre froide, Investig'Action, 2016.
- L'Anticommunisme d'hier à aujourd'hui, L'Harmattan, 2017.
- La Peur, arme politique, Investig'Action, 2019.
- Ils ont tué Rossel ! (1871): La guerre contre les révolutions sociales. Continuité, redites ou farce ?, Éditions Delga, 2021.
- Mouammar Kadhafi. Une tentative pour changer le monde, préface de Jean Ortiz, Éditions Delga, 2021.
- La colère des peuples. La mondialisation du ras le bol, avec Ada Bekkouche, Investig'action, 2021.
- Répliques Droit international-Relations internationales, préface Denis Alland, éditions A.Pedone, 2022,
- L'égalité . Réflexions sur les inégalités et notre avenir. 2024.
- Infrarouge . Regards subjectifs sur le PCF.(1956-2034)  2024. (ISBN 978-2-233-01004-9).